# گرویس (اورگن)
گرویس (به انگلیسی: Gervais) شهری در شهرستان ماریون ایالت اورگن است و در سرشماری سال ۲۰۱۱ میلادی، ۲٬۴۶۴ نفر جمعیت داشته که نسبت به سال ۲۰۱۰، ۲٫۲۷ درصد رشد جمعیت داشته‌است.

## موقعیت جغرافیایی
موقعیت جغرافیایی شهرها و مناطق اطراف به شرح زیر است: